# Trampled Under Foot
"Trampled Under Foot" é uma canção da banda britânica de rock Led Zeppelin, lançada em 1975 no álbum Physical Graffiti. Esta canção se tornou um dos maiores sucessos da banda neste disco, se tornando presença quase certeira nos álbuns ao vivo e em trabalhos póstumos da banda.
Rendendo-se a progressividade reinante no começo dos anos 1970, algumas músicas do Physical Graffiti foram bastante influenciadas por este estilo como é o caso da celebre "Kashmir" e "Trampled Under Foot". 
"Trampled Under foot" tem uma introdução marcante e como característica o teclado do Baixista John Paul Jones e a bateria de John Bonham que conferem o andamento estranho e característico dessa canção. Além disso, a música tem um dos refrões mais marcantes de toda a carreira do Led Zeppelin ("Talkin' 'bout love") o que fez com que a música se tornasse um hit do Zeppelin. A música consagrou definitivamente Jones como um dos maiores tecladistas de rock juntamente com "No Quarter" do Houses of the Holy e quando executada em shows costumava apresentar longos solos de teclados de Jonesy ultrapassando com frequência os 10 minutos de duração.
A irreverente e estranha letra da canção foi escrita por Robert Plant, Jimmy Page e John Paul Jones baseada na canção "Terraplane Blues" do cantor de Blues Robert Johnson (outro clássico da música). Ela é construída com a utilização de metáforas de peças de carro para se referir ao sexo.
Foi lançada em single no ano de 1975 tendo como lado B a música "Black Country Woman" 9.ª música do segundo disco de Physical Graffiti.

## Paradas musicais
| Paradas musicais (1975)            | Melhor posição |
| ---------------------------------- | -------------- |
| Austrália — (Kent Music Report)    | 60             |
| Canadá — RPM                       | 41             |
| Estados Unidos — Billboard Hot 100 | 38             |
| Estados Unidos — Cashbox           | 28             |
| Estados Unidos — Record World      | 39             |